# Thumatha tramontana
Thumatha tramontana är en fjärilsart som beskrevs av Franz Dannehl 1929. Thumatha tramontana ingår i släktet Thumatha och familjen björnspinnare. Inga underarter finns listade i Catalogue of Life.